# John Silba
John Silba, född 1961, död 14 maj 2015, var en amerikansk botaniker, expert på barrträd. Auktorsnamnet Silba kan användas för John Silba i samband med ett vetenskapligt namn inom botaniken; se Wikipediaartiklar som länkar till auktorsnamnet.